# Pundtecken

Pundtecknet i olika typsnitt

Pundtecken eller £-tecken är tecknet £ och ₤, vilket betecknar den brittiska valutan pund (på engelska: pound sterling). Pundtecknet härstammar från bokstaven L som inleder ordet libra vilket är latin för instrumentet våg och var synonymt med den romerska viktenheten libra. Den betecknade även den italienska valutan lira innan Italien övergick till euro. Samma symbol används eller har använts även för andra valutor med liknande namn som till exempel irländskt pund, gibraltarpund och cypriotiskt pund.
I engelskspråkig text placeras i regel symbolen precis framför summan, exempelvis £15, medan tecknet skrivs efter summan i svensk text och föregås då av ett mellanrum, exempelvis 15 £.
Den internationellt accepterade förkortningen för den brittiska valutan är GBP, även om förkortningar såsom UK£ och UKP också används.
Unicode-koden för pundtecknet är U+00A3 (Pound Sign); HTML-koden är &pound;.
Ibland skrivs tecknet med två horisontella streck, ₤, i Unicodes teckenuppsättning är detta dock tecknet för lira (eller lire).